# The Winding Trail (film fra 1918)
The Winding Trail er en amerikansk stumfilm fra 1918 af John H. Collins.

## Medvirkende
- Viola Dana - Audrey Graham
- Clifford Bruce - Zachary Wando
- Hayward Mack - Alvin Steele
- Mabel Van Buren - Lou